# 莫登站
摩登站（英語：Morden tube station）是倫敦地鐵的一個車站，位於默頓區的莫登地區。本站是北線最南端的車站，也是倫敦首座現代風格的地鐵站，開通於1926年。